# 矿区街道 (枣庄市)
矿区街道，是中华人民共和国山東省枣庄市市中区下辖的一个乡镇级行政单位。

## 行政区划
矿区街道下辖以下地区：
机厂社区、北马路社区、东花园社区、东井社区、大庙社区、远大社区和北山社区。